# Граф Геммінга
Графи Геммінга — це спеціальний клас графів, названих ім'ям Річарда Геммінга, які використовуються в деяких галузях математики та інформатики.

## Визначення
Нехай {\displaystyle S} — множина з q елементів, а {\displaystyle d} — додатне число. Граф Геммінга H(d,q) має множину вершин Неможливо розібрати вираз (SVG (MathML можна ввімкнути через плагін браузера): Недійсна відповідь («Math extension cannot connect to Restbase.») від сервера «http://localhost:6011/uk.wikipedia.org/v1/»:): {\displaystyle S^d}
, множину впорядкованих Неможливо розібрати вираз (SVG (MathML можна ввімкнути через плагін браузера): Недійсна відповідь («Math extension cannot connect to Restbase.») від сервера «http://localhost:6011/uk.wikipedia.org/v1/»:): {\displaystyle d}
-кортежів елементів множини {\displaystyle S} (послідовності довжини {\displaystyle d} елементів із {\displaystyle S}). Дві вершини суміжні, якщо вони відрізняються рівно однією координатою, тобто якщо відстань Геммінга дорівнює одиниці. Граф Геммінга {\displaystyle H(d,q)}дорівнює прямому добутку {\displaystyle d} повних графів {\displaystyle K_{q}}.
У деяких випадках графи Геммінга можуть визначатися як прямий добуток повних графів, які можуть мати різні розміри. На відміну від графів {\displaystyle H(d,q)}, ці графи ширшого класу не будуть обов'язково дистанційно регулярними, але залишаються регулярними та вершинно транзитивними.

## Окремі випадки

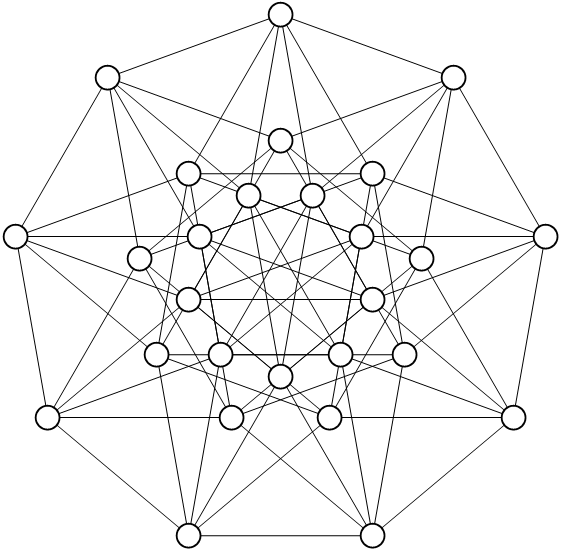

- {\displaystyle H(2,3)} — узагальнений чотирикутник {\displaystyle G\,Q\,(2,1)}[3].
- Неможливо розібрати вираз (SVG (MathML можна ввімкнути через плагін браузера): Недійсна відповідь («Math extension cannot connect to Restbase.») від сервера «http://localhost:6011/uk.wikipedia.org/v1/»:): {\displaystyle H(1,q)}
 — повний граф {\displaystyle K_{q}}[4].
- {\displaystyle H(2,q)} — граф-ґратка {\displaystyle L_{q,q}}, а також туровий граф[5].
- {\displaystyle H(d,1)} — граф із однією вершиною {\displaystyle K_{1}}.
- {\displaystyle H(d,2)} — граф гіперкуба {\displaystyle Q_{d}}[1].
- {\displaystyle H(3,3)} — граф одиничних відстаней з Неможливо розібрати вираз (SVG (MathML можна ввімкнути через плагін браузера): Недійсна відповідь («Math extension cannot connect to Restbase.») від сервера «http://localhost:6011/uk.wikipedia.org/v1/»:): {\displaystyle n = 27}
 вершинами та {\displaystyle n^{4/3}=81} ребром (на малюнку).

## Застосування
Графи Геммінга цікаві своїм зв'язком з кодами з виправленням помилок та схемами відношень. Також їх використвують як мережеву топологію в розподілених обчисленнях.

## Обчислювальна складність
Можна перевірити, чи є граф графом Геммінга, і, якщо є, знайти розмітку вершин кортежами, яка реалізує граф Геммінга, за лінійний час.